# 電位
電位（でんい、英: electric potential）は、電荷に係る位置エネルギーであり、静電ポテンシャルともいう。ある２点の間の電位の差は、電位差という。単位にはV （ボルト）が用いられ、電気工学では、電位差のことを電圧と呼ぶ。

## 概要
電位は力学における位置エネルギーの位置に相当する概念である。その定義も位置エネルギーのそれとほぼ同様で、位置エネルギーの定義における力学的な力をクーロン力に置き換えれば電位の定義が得られる。
すなわち、点 P における電位は、P から定められた基点 P0 まで単位電荷を動かす際クーロン力に対してした仕事により定義される。
ここで単位電荷とは1クーロンの電荷を持つ点電荷のことである。
電位の「傾き」(数学的には grad)は電場に等しい。従って位置 P にある荷電粒子がうけるクーロン力は、その粒子の電荷 q に電位の「傾き」をかけた値に等しい。
以上のように電位から電場を求めることができ、逆に電場から電位を求めることができることが知られているため、電磁気的な現象は電場と電位のどちらを使っても記述できる。
しかし電場やクーロン力はベクトル量であるので3つの実数を用いて表現されるのに対し、電位はスカラーであるため、1つの実数のみで表現できるので、電位を用いた方が計算が楽になる場合が多い。
これが電位という概念を考える理由の一つである。
電荷 {\displaystyle Q} を持つ点電荷から {\displaystyle r} だけ離れた地点の電位 V は {\displaystyle V=Q/r} である。
電位は重ね合わせの原理を満たすので複数の点電荷がある場合の電位は、おのおの点電荷がつくる電位の総和になる。
なお電位の定義は P0 は P からに進む経路に依存しているものの、静磁場(＝磁場が時間変化しない場合)であればどの経路を通っても電位の値は等しいことが証明できる。従って経路のことを気にせずに「P における電位」ということができる。
しかしそうでない場合は電磁誘導が原因で一般には値が経路に依存してしまうので、電位の概念を定義することができない。
従って静磁場以外のケースでは電位の概念に電磁誘導による影響分を補正を加えた電磁ポテンシャル(のスカラー・ポテンシャル部分)を用いる必要がある。
また基点 P0 を取り替えると電位は定数だけ変化するが、電位の応用事例ではこの定数の変化が問題にならないケースが多い。
例えば電位差は（差を取るとき定数がキャンセルされるので）基点によらず同じ値になる。

## 数式による説明

### 定義
今（3次元ベクトル）空間上に電場があり、点{\displaystyle P=(x,y,z)} における電場が、
{\displaystyle {\boldsymbol {E}}_{P}=(E_{x},E_{y},E_{z})}
で表されているとする。
P0 を定められた基点とし、P を空間上の任意の点とし、さらに C を P0 から P への経路とし、線積分
{\displaystyle -\int _{C}{\boldsymbol {E}}\cdot \mathrm {d} {\boldsymbol {s}}=-\int _{C}E_{x}\mathrm {d} x+E_{y}\mathrm {d} y+E_{z}\mathrm {d} z}
を考える。静磁場であればこの線積分は P0 とP を結ぶ経路 C に依存しない（後述）ので、
この線積分の値を（P0 を基点とした場合の）P における電位と呼ぶ。
一方静磁場でない場合は、前述の線積分は経路 C に依存してしまうため、「Pにおける」電位という言い方をすることはできない。
以下 P における電位を VP と表記する。
静磁場の場合電位は経路 C に依存しないので、C を明記せず
{\displaystyle V_{P}=-\int _{P_{0}}^{P}{\boldsymbol {E}}\cdot \mathrm {d} {\boldsymbol {s}}}
とも表記する。

#### 基点に関して
電位の定義は基点の選び方に依存するものの、基点を取り替えても積分定数が変わるだけであるので、
紛れがなければ基点を明記せず、単に「P における電位」と呼ぶ。
基点は無限遠点を選ぶ場合が多い。
この場合、電位は前述の定義で基点 P0 を無限遠に飛ばすことで求められる。
十分遠方では電場が0であると仮定した場合、電位の値が P0 の無限遠への飛ばし方に依存しないことを証明できるので、
電位を無限遠への飛ばし方によらず定義できる。

### 性質
大きさ q の電荷に電場 {\displaystyle {\boldsymbol {E}}} が与えるクーロン力 {\displaystyle {\boldsymbol {F}}} は
{\displaystyle {\boldsymbol {F}}=q{\boldsymbol {E}}}
に等しいので、 電位と仕事の定義より、電位は単位電荷を P から P0 へ C にそって動かした時に必要とされる仕事量に等しい。
静磁場の場合電位は電位は経路に依存しないので、電位 VP は P に実数 VP を
対応させる関数とみなせる。
この関数の勾配は以下を満たす:
{\displaystyle -\mathrm {grad} ~V_{P}={\boldsymbol {E}}_{P}}
なお、一般にベクトル場 {\displaystyle {\boldsymbol {X}}} に対し、
{\displaystyle -\mathrm {grad} ~f(P)={\boldsymbol {X}}_{P}}
を満たす関数 f を{\displaystyle {\boldsymbol {X}}} の（スカラー）ポテンシャルという。
従って前述の式は電位が電場のポテンシャルであることを意味する。
ポテンシャルは(もし存在すれば)定数を除いて一意であることを簡単に示せる。
従って電場のポテンシャルは、前述したものかそれに定数を加えたもののみである。

### 静磁場では電位の定義が経路に依存しないことの証明
最後に、静磁場であれば電位の定義が P0 と P を結ぶ経路 C に依存しないことを示す（ポアンカレの補題も参照）。
すなわち、C1、C2 を P0 と P を結ぶ任意の2つの経路としたとき、
{\displaystyle \int _{C_{1}}{\boldsymbol {E}}\cdot \mathrm {d} {\boldsymbol {s}}=\int _{C_{2}}{\boldsymbol {E}}\cdot \mathrm {d} {\boldsymbol {s}}.}
となることを示す。
このためにいくつか記号を定義する。
C1 − C2を以下のような閉曲線とする：
C1 にそって P0 から P に行き、
その後 C2 を逆向きにたどって P0 に帰る。
さらに S を C1 − C2 を境界として持つ任意の曲面とし
、
磁束密度を {\displaystyle {\boldsymbol {B}}}、時刻を t で表す。このとき、
{\displaystyle \int _{C_{1}}{\boldsymbol {E}}\cdot \mathrm {d} {\boldsymbol {s}}-\int _{C_{2}}{\boldsymbol {E}}\cdot \mathrm {d} {\boldsymbol {s}}=\int _{C_{1}-C_{2}}{\boldsymbol {E}}\cdot \mathrm {d} {\boldsymbol {s}}{\underset {(1)}{=}}\int _{S}\mathrm {rot} ~{\boldsymbol {E}}\cdot \mathrm {d} {\boldsymbol {S}}{\underset {(2)}{=}}-\int _{S}{\frac {\partial {\boldsymbol {B}}}{\partial t}}\cdot \mathrm {d} {\boldsymbol {S}}{\underset {(3)}{=}}0}
となるので、左辺第二項を移項することで欲しい式が示せる。
ここで(1)と(2)はそれぞれストークスの定理とマクスウェル方程式から従い、(3)は静磁場であることから従う。

### 静磁場とは限らない場合への拡張
静磁場とは限らない場合マクスウェル方程式の一式
{\displaystyle \mathrm {rot} ~{\boldsymbol {E}}=-{\frac {\partial {\boldsymbol {B}}}{\partial t}}}
の右辺は0になるとは限らない。
電位の経路依存性の証明には右辺が0になることを用いていたので、
静磁場とは限らないケースでは電位の経路非依存性がいえない。
しかし電位の概念を適切に補正することで経路に依存しないポテンシャル概念 φ(P) を得ることができる。
この φ(P) は電磁場のスカラー・ポテンシャル と呼ばれ、磁場に対するポテンシャル概念であるベクトル・ポテンシャル と合わせて電磁ポテンシャルと呼ばれる。
スカラー・ポテンシャルは静磁場とは限らない場合における電位の代替概念である。
静磁場の場合スカラー・ポテンシャルは前述の電位の定義と一致する。
また電磁ポテンシャルは相対論と相性がよく、ローレンツ変換に対する不変性を示すことができる。

## 電気工学において
先で電位の基準は無限遠点にとるとしたが、電気工学では普通このようにせず、回路上の一点を0 Vと定めるのが一般的である。特に、送電・配電など比較的高電圧の分野では、地面（アース）の電位を基準に定めている。また、電気工学における電圧はスカラー量として扱え、計算の中ではほとんどの場合そのようにする（ただし、交流回路においては電圧を複素数として扱うことが多く、複素数を図示するときにベクトルのように描くことはある。また、この複素数を実数値の2次元ベクトルとみて、交流の電力の式を複素電圧と複素電流の内積として表すことも極稀にある）。
電気工学で回路を解析するときは、オームの法則による近似が力を発揮する。抵抗値が R の回路の両側の端子の電位がそれぞれ {\displaystyle V_{\mathrm {a} }}、{\displaystyle V_{\mathrm {b} }}であり、{\displaystyle R}にかかる電圧が {\displaystyle V=V_{\mathrm {a} }-V_{\mathrm {b} }}であるとき、回路を流れる電流 {\displaystyle I}は、
{\displaystyle I={\frac {V_{\mathrm {a} }-V_{\mathrm {b} }}{R}}={\frac {V}{R}}}
で与えられる。
電子回路では、ある端子のインピーダンスというと、その端子の電位を端子に流れ込む電流で割った値のことを表す。電圧ではなく電位を用いて、このような言い方ができるのは、電子回路では回路中の入力・出力などを全て電位（アースとの電位差）で与えているためである。